# 도쿠가와 장군가 미다이도코로
도쿠가와 쇼군가 미다이도코로(徳川将軍家御台所)는 도쿠가와 쇼군가의 미다이도코로에 대해 다룬다.
미다이도코로는 대신(大臣)이나 쇼군의 아내에게 사용되는 경칭으로, 에도시대에서는 주로 에도 막부 쇼군의 정실의 호칭으로 사용되었다.

## 미다이도코로의 위치
쇼군 정실로써 오오쿠 제1의 위치에 있던 미다이도코로는, 세이타이쇼군이 된 시점에서 정실이 없었던 초대 쇼군 이에야스, 막부 성립 이전의 도요토미 히데요시 생존중에 정실 에요(江,江与)를 맞이한 2대 쇼군 히데타다와는 별도로, 오오쿠의 제도가 확립된 이후, 황실이나 공가 (셋케)로부터 맞이하는 것이 관례가 되었다. 11대 이에나리의 미다이도코로 타다코와 13대 이에사다의 미다이도코로 스미코는 사츠마가 출신이지만, 두사람 모두 코노에가의 양녀가 된 후, 공가의 히메로써 오오쿠에 들어왔다. 이것은, 미다이도코로의 격식이 요구되었기 때문에 행해진 조치라고 생각된다.
또, 정식 측실이 없었던 2대 히데타다의 미다이도코로 오에요노카타가 3대 쇼군 이에미츠의 생모가 된 것 외에는 쇼군 생모가 된 미다이도코로는 없다. 이는 황실이나 공가의 외척을 가진 쇼군이 태어나지 않도록 오오쿠에서 관리했기 때문이다.
미다이도코로는 오오쿠의 주재자(主宰者)이지만, 에도 시대 전기의 오오쿠에서 실권은 오토시요리나 죠로 오토시요리 등의 로죠나 후계자를 낳은 측실, 쇼군 생모나 쇼군 유모등이 쥐고있었기 때문에, 미다이도코로의 본래의 위치를 유지하고 있던 예는 적다. 실제로 실권을 갖고 있던 오토시요리나 측실들에게는 시녀들의 거주 구역인 「나가츠보네무키(長局向)」와는 별도로 독립된 방이 주어지고 있었다.
그러나, 6대 이에노부의 시대에 개혁이 이루어져, 오토시요리나 측실의 거처는 「나가츠보네무키(長局向)」에만 머물게 하였다. 더욱이 측실의 위치가 어디까지나 신하로 인식되면서, 미다이도코로는 측실이 낳은 자식의 적모 대우를 받게 되는 등, 미다이도코로의 대우는 크게 개선되었다. 쇼군 생모에 대해서도, 쇼군가 내의 순위는 생모가 가장 낮기 때문에, 미다이도코로의 권위를 생모가 흔드는 것은 없었다.
남편인 쇼군이 사망하면 락쇼쿠를 하고 니시노마루로 거처를 옮기고, 쇼군의 명복을 빌며 여생을 보냈다. 그래도 시대에 따라서 지대한 영향력을 유지한 예도 있었다. 덧붙여서, 정실에 따라서는 위치의 문제나 오오쿠에 들어가지 않았기 때문에 미다이도코로라고 불리지 않았던 사람도 있었다. 예를 들어 3대 쇼군 이에미츠의 정실인 타카츠카사 타카코는 이에미츠와 사이가 좋지 않아 별거를 하고 오오쿠가 아닌 나카노마루고텐(中之丸御殿)에 거처했기 때문에 "미다이사마(御台様)"가 아닌 "나카노마루도노(中の丸殿)"로 불리며, 후계자인 이에츠나 (4대 쇼군)의 적모 대우도 하지 않았다.

## 오오쿠에서의 생활
미다이도코로가 사는 처소는 오오쿠 「고텐무키(御殿向)」의 북서쪽에 있는 「마츠노고텐(松御殿)」 또는 「신고텐(新御殿)」으로 불리는 곳이었다. 거실에 해당하는 곳은 「고죠단(御上段)」・「고게단(御下段)」・「고큐소쿠(御休息)」로, 「오키레카타노마(御切形の間)」가 침소로 쓰였다. 일상생활에서 미다이도코로가 손을 쓰는 때는 식사 시간정도이고, 그 외의 화장실, 손톱 깎이, 옷 갈아입는 등 모두 시녀가 대신 하였다. 한끼 식사를 위해 항상 10인분이 준비되며, 그 중 2인분은 오도쿠미야쿠(お毒見役, 한국으로 치면 기미상궁)를 위한 도쿠미야쿠용이다. 기미를 통과한 밥상(御膳) 가운데 미다이도코로가 실제로 먹는 것은 겨우 2인분 (어느 요리에도 두번 정도만 먹기 때문에 1인분이 더 들음) 뿐이며, 나머지 6인분은 식사 당번인 시녀가 먹었다. 옷갈아입는 것(お召し替え)도 목욕, 아침 식사전의 「오아사메시(お朝召し)」, 소부레 (総触れ, 매일 아침 하는 쇼군 알현) 전의 「소부레메시(総触れ召し)」, 「오히루메시(お昼召し)」, 「오유가타메시(お夕方召し)」, 「오네메시(お寝召し)」등의 총 5번이나 되었다.

## 도쿠가와 쇼군가 정실 일람
| 낳은 아이가 쇼군이 된 인물은 굵은 글씨 아이를 낳은 적이 있는 경우는 비스듬한 글씨 남편의 쇼군 취임 전에 사망한 경우는 *로 표시 | 낳은 아이가 쇼군이 된 인물은 굵은 글씨 아이를 낳은 적이 있는 경우는 비스듬한 글씨 남편의 쇼군 취임 전에 사망한 경우는 *로 표시 | 낳은 아이가 쇼군이 된 인물은 굵은 글씨 아이를 낳은 적이 있는 경우는 비스듬한 글씨 남편의 쇼군 취임 전에 사망한 경우는 *로 표시 | 낳은 아이가 쇼군이 된 인물은 굵은 글씨 아이를 낳은 적이 있는 경우는 비스듬한 글씨 남편의 쇼군 취임 전에 사망한 경우는 *로 표시 |
| 이름 (다른이름, 법명) | 다른이름 법명 | 남편인 쇼군 | 친족 관계 |
| --- | --- | --- | --- |
| 츠키야마도노 * | | 초대 이에야스 | 세키구치 치카나가의 딸 |
| 아사히히메* | 난묘인 | 초대 이에야스 (계실) | 치쿠아미의 딸, 도요토미 히데요시의 동생                                                                                        |
| 오히메* | | 2대 히데타다 | 오다 노부카츠의 딸, 도요토미 히데요시의 양녀                                                                                   |
| 고우 | 오고 에요 스겐인 | 2대 히데타다 (계실) | 아자이 나가마사의 딸, 도요토미 히데요시의 양녀                                                                                 |
| 타카츠카사 타카코 | 혼리인 | 3대 이에미츠 | 타카츠카사 노부후사의 딸 |
| 아사노미야 아키코 여왕 | 코겐인 | 4대 이에츠나 | 후시미노미야 사다키요 친왕의 딸                                                                                                |
| 타카츠카사 노부코 | 죠코인 | 5대 츠나요시 | 타카츠카사 노리히라의 딸 |
| 코노에 히로코 | 텐에이인 | 6대 이에노부 | 코노에 모토히로의 딸 |
| 야소노미야 요시코 내친왕 | 죠린인노미야 | 7대 이에츠구 (이에츠구의 요절로 약혼으로 끝남)                                                                                 | 레이겐 천황의 딸 |
| 사나노미야 마사코 여왕* | 칸토쿠인 | 8대 요시무네 | 후시미노미야 사다유키 친왕의 딸                                                                                                |
| 나미노미야 마스코 여왕 | 쇼메이인 | 9대 이에시게 | 후시미노미야 쿠니나가 친왕의 딸                                                                                                |
| 이소노미야 토모코 여왕 | 신칸인 | 10대 이에하루 | 칸인노미야 나오히토 친왕의 딸                                                                                                  |
| 코노에 타다코 | 고다이인 | 11대 이에나리 | 시마즈 시게히데의 딸, 코노에 츠네히로의 양녀                                                                                   |
| 사자노미야 타카코 여왕 | 죠칸인 | 12대 이에요시 | 아리스가와노미야 오리히토 친왕의 딸                                                                                            |
| 타카츠카사 아츠코* | 텐신인 | 13대 이에사다 | 타카츠카사 마사히로의 딸, 타카츠카사 마사미치의 양녀                                                                           |
| 이치죠 히데코* | 쵸신인 | 13대 이에사다 (계실) | 이치죠 타다요시의 딸 |
| 코노에 스미코 | 아츠히메 텐쇼인 | 13대 이에사다 (두번째 계실) | 시마즈 타다타케의 딸, 시마즈 나리아키라의 양녀, 코노에 타다히로의 양녀                                                         |
| 카즈노미야 치카코 | 세이칸인노미야 | 14대 이에모치 | 닌코 천황의 딸, 고메이 천왕의 동생                                                                                             |
| 이치죠 미카코 | 테슈쿠인 | 15대 요시노부 | 이마데가와 킨히사의 딸, 이치죠 타다요시                                                                                        |

## 미다이도코로정
1657년 (메이레키 3년) 1월에 발생한 메이레키 대화재 이후, 에도 막부의 도시 정비에 수반해 칸다 묘진 근처에 미다이도코로 숙수 담당의 저택이 모이게 되었다. 그 후, 1869년 (메이지 2년)에 칸다 묘진 아래에 미다이도코로쵸으로 불리게 되었다.